# Longitude du nœud ascendant

Diagramme des éléments orbitaux, incluant la longitude du nœud ascendant (Ω).

En mécanique céleste, la longitude du nœud ascendant est un élément orbital permettant de définir l'orbite d'un corps autour d'un autre. Pour un corps en orbite autour du Soleil (ou de la Terre), il s'agit de l'angle entre la direction du point vernal (notée γ sur la figure) et la ligne des nœuds, mesuré dans le plan de référence (généralement le plan de l'écliptique) et dans le sens direct. Cette valeur est également appelée ascension droite du nœud ascendant.[réf. nécessaire] Elle est couramment notée par la lettre grecque oméga majuscule, Ω.